# 狭叶酸模
狭叶酸模（学名：Rumex stenophyllus），为蓼科酸模属下的一个植物种。